# Oleg Artiemjew
Oleg Giermanowicz Artiemjew (ros. Оле́г Ге́рманович Арте́мьев, ur. 28 grudnia 1970 w Rydze) – rosyjski kosmonauta, Bohater Federacji Rosyjskiej (2016).

## Życiorys
Urodził się w rodzinie wojskowego. W 1986 skończył szkołę średnią w Lenińsku, a w 1990 technikum politechniczne w Tallinie, 1990-1991 odbywał służbę wojskową w Wilnie, w 1998 ukończył Moskiewski Państwowy Uniwersytet Techniczny im. N.E. Baumana, pracował w RKK Energia. W maju 2003 został kandydatem do oddziału kosmonautów, w lipcu 2005 zdał egzaminy i w listopadzie 2005 został włączony do oddziału kosmonautów RKK Energia, w styczniu 2011 przeniesiony do oddziału kosmonautów Instytutu Naukowo-Badawczego Centrum Wyszkolenia Kosmonautów im. J. Gagarina, początkowo w rezerwowej (dublującej) załodze. Swój pierwszy lot jako inżynier pokładowy statku Sojuz TMA-12M 39/40 Ekspedycji na Międzynarodową Stację Kosmiczną wykonywał od 26 marca do 11 września 2014; podczas ekspedycji dwa razy wychodził w otwartą przestrzeń kosmiczną. Spędził w kosmosie 169 dni, 5 godzin, 5 minut i 44 sekundy.
27 maja 2015 otrzymał honorowe obywatelstwo miasta Bajkonur. Postanowieniem Prezydenta Federacji Rosyjskiej Władimira Putina z 15  lutego 2016 został nagrodzony tytułem Bohatera Federacji Rosyjskiej. Otrzymał również tytuł Lotnika-Kosmonauty Federacji Rosyjskiej.
Stowarzyszenie Uczestników Lotów Kosmicznych (Association of Space Explorers) przyznało mu Universal Astronaut Insignia za lot orbitalny (nr 534).